# Widdringtonia nodiflora
Widdringtonia nodiflora (Відрінгтонія гірська) — вид хвойних рослин родини кипарисових.

## Поширення, екологія
Країни зростання: Малаві; Мозамбік; ПАР; Зімбабве. Hjcnt на висотах від 0 до 2590 м; зазвичай на великих висотах на схилах гір, серед скель і в ярах. Легко відновлюється від основи після пожежі. Ґрунти бідні поживними речовинами, кислі, отримані в основному з граніту, кварцитів або пісковиків. Клімат змінюється від середземноморського в мисовому регіоні до субтропічного з літніми дощами і тропічного гірського в Малаві.

## Морфологія
Кущ або невелике дерево до 6 м заввишки, але в кількох віддалених районах в горах східної Зімбабве набагато більші екземпляри зустрічаються іноді. Кора коричневого до сірого кольору, лущиться у вигляді довгих вузьких смуг, які розкривають червонуваті ділянки без кори. Підліткові листки голчасті, зелені, розташовані по спіралі, довжиною до 2 см. Дорослі листки лускоподібні, близько 2 мм завдовжки, темно-зелені. Пилкові шишки 2–4 мм завдовжки. Насіннєві шишки кулясті, темно-коричневі, діаметром 15–20 мм, лусок 4. Насіннєві шишки дозрівають приблизно в березні, але шишки в різних етапах розвитку можна знайти протягом року. Насіння від темно-коричневого до чорного кольору, з помітним червоним крилом.

## Використання
Комерційного використання не зафіксовано для цього виду. Ймовірно, використовується на дрова локально. У садівництві, здається, обмежується насадженнями в ботанічних садах; під склом, де буває мороз і на відкритому повітрі в районах з м'яким кліматом. Підходить для посадки в країнах з середземноморським кліматом (і посаджений в Каліфорнії).

## Загрози та охорона
Суттєвих загроз немає. Цей вид росте у численних ПОТ.